# Kidarieten
De Kidarieten waren een Centraal-Aziatische dynastie, als opvolger van het Kushanarijk, tussen 390 en ongeveer 467/77 AD. 

## Naam en identiteit
Hun etnische identiteit is moeilijk vast te stellen. De historicus Priscus legt een verband tussen de Kidarieten en de Chioniten. 
Waarschijnlijk moet de naam worden opgevat als een dynastieke naam, afgeleid van hun koning Kidara. De heerschappij van Kidara, de stichter van de dynastie, is zeer omstreden. Op basis van de datering van munten uit het begin van zijn regering wordt deze in de periode rond 390 geplaatst. 
In Chinese bronnen uit de vroege 5e eeuw wordt Kidara als Jiduoluo genoemd. Priscus spreekt van "Kidaritische Hunnen" als tegenstanders van de Sassanidenkoning Yazdagird II. Ook op munten uit Gandhara in het noorden van India, dat in de vroege 5e eeuw door de Kidarieten werd veroverd, komt de naam "Kidara" voor.

## Teloorgang
Vanaf 457 streden de Kidarieten tegen de Hephthalieten, die zich verbonden hadden met de Sassanied Peroz. Ook met Peroz waren er gevechten, die de Kidarietenkoning Kunchas verloor.
In 467 verloren de Kidarieten hun hoofdstad Balaam. Een Kidaritisch restkoninkrijk bleef in Gandhara tot ten minste 477 bestaan. 